# Sten Skragge
Sten Arvid Skragge, född 13 augusti 1925 i Storkyrkoförsamlingen, Stockholm, död 12 oktober 2023, var en svensk skådespelare.

## Filmografi (urval)
- 1954 – Herr Arnes penningar
- 1960 – På en bänk i en park
- 1960 – Demon Street 13. The Book of Ghouls
- 1961 – Stöten

## Teater

### Roller (ej komplett)
| År   | Roll                    | Produktion                       | Regi                 | Teater                 |
| ---- | ----------------------- | -------------------------------- | -------------------- | ---------------------- |
| 1960 | Andre oborstade figuren | Tuppen Seán O'Casey              | Lars-Levi Laestadius | Stockholms stadsteater |
| 1961 | 1:e ädlingen            | Othello William Shakespeare      | Birgit Cullberg      | Stockholms stadsteater |
| 1961 | Stationsinspektoren     | Körsbärsträdgården Anton Tjechov | Bengt Ekerot         | Stockholms stadsteater |
| 1965 |                         | Barfota i parken Neil Simon      | Åke Engfeldt         | Malmö stadsteater      |
| 1966 |                         | Söndagshustrun Ted Willis        | Åke Engfeldt         | Malmö stadsteater      |
| 1966 |                         | Mordet på Marat Peter Weiss      | Jan Lewin            | Malmö stadsteater      |
| 1967 |                         | Klas Klättermus Thorbjørn Egner  | Per Siwe             | Malmö stadsteater      |
| 1968 |                         | Clown söker plats Björn Runeborg | Per Siwe             | Malmö stadsteater      |